# Traité des trois imposteurs
Der anonyme französischsprachige, religionskritische Traité des trois imposteurs: Moïse, Jésus-Christ, Mahomet (deutsch: „Traktat über die drei Betrüger: Moses, Jesus Christus, Mohammed“) oder L’Esprit de Spinoza (deutsch: „Der Geist Spinozas“) ist ein legendenumwobenes Schlüsseldokument der materialistisch-atheistischen Radikalaufklärung. Der Erstdruck von 1719 erschien unter dem doppelten Titel La Vie et L’Esprit de Mr. Benoit (sic!) de Spinosa (sic!) in Den Haag. Dieses blasphemische Pamphlet wird nach dem aktuellen Forschungsstand (2015) auf den Zeitraum zwischen 1677 und 1700 datiert:

„Alles, was die französische Philosophie des siebzehnten Jahrhunderts in der theologischen Sphäre Verneinendes entwickelt hat, findet sich hier involvirt und oft mit einer frappanten Kürze hingestellt.“

Der französischsprachige Traktat über die drei Betrüger oder Der Geist Spinozas darf keinesfalls mit dem lateinischen Text De tribus impostoribus verwechselt werden, dessen Titel genauso zu übersetzen ist. Wie dieses religionskritische Werk, der ihm in dieser Hinsicht vergleichbare Theophrastus redivivus oder das Mémoire des Jean Meslier gehört er zur Gattung der klandestinen Literatur.

## Editions- und Rezeptionsgeschichte

### Editionsgeschichte

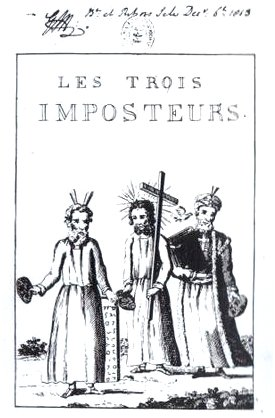
Frontispiz einer anonymen Ausgabe von Les trois Imposteurs aus dem 18. Jahrhundert

Die erste Druckversion des Betrügertraktates erschien 1719 unter dem doppelten Titel La Vie et L’Esprit de Mr. Benoit (sic!) de Spinosa (sic!). Vorangestellt war eine kurze Lebensbeschreibung Baruch Spinozas: La vie (de Spinosa), die dem französischen Hugenotten-Flüchtling Jean-Maximilien Lucas zugeschrieben wird. Spinoza galt den Zeitgenossen als ketzerischer, „verruchter“ Philosoph. So polemisiert zum Beispiel der lutherische Theologe Christian Kortholt 1680 gegen Baruch de Spinoza:

“De Benedictus Spinosa (sic!). Occupet extremum scabies. Quis vero ille? Benedictus est de Spinosa (sic!) (quem rectius Maledictum dixeris); quod spinosa ex divina maledictione terra (Gen. III. 17,18) maledictum magis hominem, & cujus monumenta tot spinis obsita...”

„Über Benedictus Spinosa (sic!). Er möge der Schlimmste von allen sein. Wer ist er in Wahrheit? Benedictus „Gepriesen“ heißt de Spinosa (sic!), (aber richtiger sollte man ihn Maledictum, den „Verfluchten“, nennen; weil Gott [nach dem Sündenfall] die Erde verflucht hat, Dornen zu tragen (Gen. 3, 18).“

Spinozas Sentenz Deus sive Natura (deutsch: Gott oder auch die Natur), die man im Vierten Buch seiner Ethik findet, ist die Formel für die Gleichsetzung von Gott und Natur. Diese philosophische Position Spinozas, nach der Gott mit dem Weltall identisch ist, nennt man Pantheismus.

„Wer wie Spinoza die Existenz eines jenseitigen Gottes und einer substantiell unsterblichen Seele leugnete, stand im Gegensatz zu weitgehend akzeptierten Überzeugungen. Schon zu seinen Lebzeiten galt Spinoza vielen als subversiver Denker, so dass es gefährlich schien, sich zu seiner Philosophie zu bekennen...“

L’esprit de Spinosa, der Hauptteil des Erstdrucks, umfasste 21 Kapitel. Der Text wurde um Exzerpte aus den Schriften von Gabriel Naudé und Pierre Charron vermehrt. Spätere Ausgaben erschienen in der Regel ohne eine vorangestellte Spinoza-Biographie und wiesen abweichende Kapiteleinteilungen auf.

### Rezeptionsgeschichte
Der Betrügertraktat wurde zuerst geheim als Manuskript von Hand zu Hand gereicht. Es wurde der gebildeten Öffentlichkeit erst durch die Druckversion aus dem Jahre 1719 bekannt. Ein Großteil der Auflage wurde verbrannt, doch es zirkulierten Abschriften und Übersetzungen ins Italienische und Deutsche. 1768 redigierte der materialistische Radikalaufklärer, Sammler und Herausgeber klandestiner Schriften Baron D’Holbach eine stark überarbeitete Fassung, Traité des trois imposteurs, die das allgemeine Publikum ansprechen sollte. Da sie sich nicht nur gegen die Offenbarungsreligionen, sondern auch gegen die Natürliche Theologie wendet, erregte sie auch bei den Philosophen Aufmerksamkeit. Schon 1769 veröffentlichte Voltaire eine Gegenschrift, Épitre à l’auteur du livre des trois imposteurs, mit dem bekannten Alexandriner:

« Si Dieu n’existait pas, il faudrait l’inventer... Ah! Laissons aux humains la crainte et l’espérance »

„Wenn Gott nicht existierte, müsste man ihn erfinden … Ach, lassen wir den Menschen Furcht und Hoffnung“

Der Traité beeinflusste den Marquis de Sade, der Motive wie den Priesterbetrug oft aufgriff und Abschnitte über die Kritik des Gottesbegriffs und der traditionellen Sittenlehre fast wörtlich in der Histoire de Juliette von 1796 übernahm.